# Jean Badovici
Jean Badovici, né le 6 janvier 1893 à Bucarest et mort le 17 août 1956 à Monaco, est un architecte et critique d'art français d'origine roumaine connu pour avoir édité le magazine d’avant-garde architecturale L'Architecture vivante de 1923 à 1932.

## Biographie

### Une jeunesse parisienne
Jean Badovici arrive à Paris en 1913. Il repart en Roumanie en octobre 1914 mais, exempté du service militaire à la suite d'un accident, il est démobilisé et regagne Paris en janvier 1915. Il commence des études d'architecture à l'École des beaux-arts où il est élève dans l'atelier d'architecture d'Edmond Paulin, puis il rentre à l'École spéciale d'architecture d’où il sortira 1er diplômé sur 9 étudiants, en 1919. 
Durant ses études, il se lie d'amitié avec Christian Zervos, alors étudiant en philosophie à la Sorbonne, ils logeaient tous deux à l'Hôtel des Carmes voisin de la faculté. 
Ensemble, ils fréquentent Giuseppe Ungaretti, poète italien proche du cercle d’Apollinaire également hébergé dans leur petit hôtel. 
Jeune diplômé, Badovici décide de rester en France et à la fin l'année 1919, jusqu'au début de l'année suivante ; il voyage en Italie en compagnie de Christian Zervos.
En 1920, il rencontre Le Corbusier et Eileen Gray et, en 1922, adhère à la société des architectes modernes.

### L’Architecture vivante
Jean Badovici était un critique influent en France et mentor de l'architecture moderne, il a convaincu l'éditeur Albert Morancé de l'importance de créer une revue avant-gardiste. L'Architecture vivante. 
De 1923 à 1925, il édite ce magazine placé sous le double patronage de Paul Valéry et Auguste Perret, la revue avait pris pour dénomination : Architecture vivante, ce qui signifiait pour Auguste Perret « une architecture qui parle et qui chante ». Les publications diffusaient les théories et les principes de l’architecture moderne : fonctionnalité, emploi judicieux des matériaux, équilibre et proportions. L’emprise de Le Corbusier dont Badovici était l’un des proches amène surtout la revue à devenir l’organe de diffusion du « Mouvement Moderne International ». L'Architecture Vivante est devenu immédiatement un porte-parole influent de l'architecture moderne (Bauhaus, constructivisme, De Stijl).  
Badovici entretint des relations à des magazines avant-gardistes européens comme Wendingen (Pays-Bas) et les Cahiers d'art fondé en 1926 par son ami Christian Zervos.

### La rencontre avec Eileen Gray

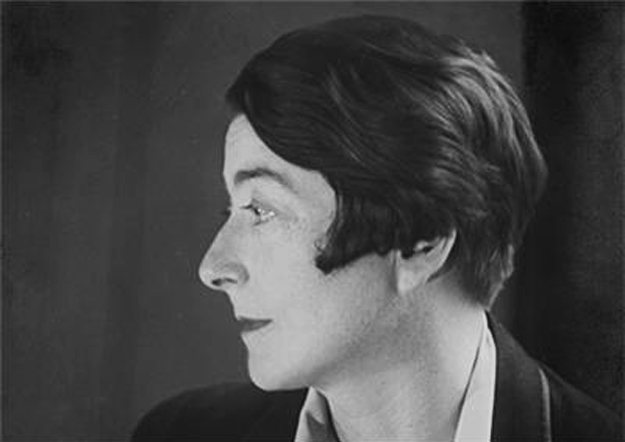
Eileen Gray.

Jean Badovici venait régulièrement à Vézelay depuis que le peintre décorateur Yves Renaudin l’avait invité à venir restaurer sa maison dite « de la Tour Rouge » en 1927. En 1923, il avait déjà conçu et réalisé pour lui son atelier à Paris. Séduit par le village, il se porta progressivement acquéreur de plusieurs maisons, jusqu’à cinq, pensant créer une communauté d’artistes et d’artisans dans l’esprit théosophique de la colline du Monte Verità à Ascona en Suisse. Pour y vivre avec sa compagne Eileen Gray, il réhabilite d’abord une maison, rue de l’Argenterie, achetée en 1927, puis une autre, rue de la Porte Neuve, pour y recevoir ses amis dont Paul Gueguen, Jean Follain et Le Corbusier. C'est ainsi qu'il va convaincre son ami Christian Zervos de prendre une maison de vacances dans un hameau qui domine la vue sur le village.

### La Villa E 1027

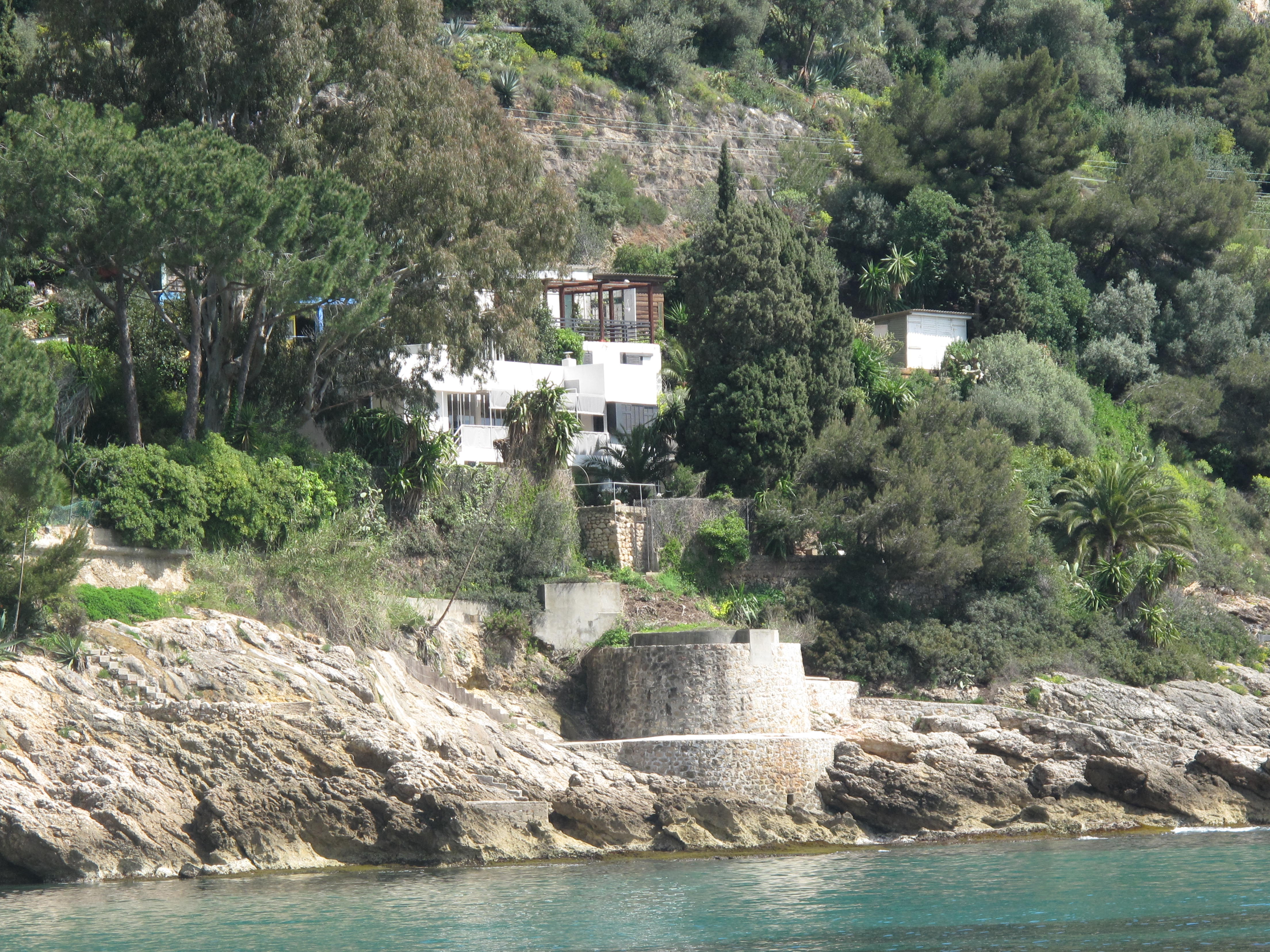
La maison E 1027 à Roquebrune-Cap Martin.

À Roquebrune-Cap-Martin, il assista Eileen Gray dans la conception et la construction de l’un des plus importants édifices du Style international, la maison E-1027, (E comme Eileen, 10 pour la position de la lettre J, comme Jean, 2 pour B de Badovici, et 7 pour G de Gray). Il rédigèrent ensemble une description détaillée de leur maison dans un numéro spécial de L'Architecture Vivante, publié en 1929, intitulé Maison en bord de mer, E-1027. Tous les détails de la maison sont dessinées par Eileen Gray et en grande partie réalisés sous sa direction à Paris. Pour le couple, la commande se résume ainsi: 

« La maison a été construite pour un homme aimant le travail, les sports et aimant à recevoir ses amis. »

— Description, Eileen Gray et Jean Badovici, «  E 1027. Maison en bord de mer », numéro spécial de L’Architecture vivante, Paris, Éd. Albert Morancé, 1929 automne - hiver 1929, pages 16.

### Le Corbusier
De 1927 à 1936, il est très impliqué dans la diffusion de l'architecture moderne et édita le premier catalogue des œuvres de Le Corbusier et de Pierre Jeanneret. Il est naturalisé français en avril 1930, grâce à l'intervention de Frantz Jourdain, président de la Société des architectes modernes.Il participe aux Congrès international d'architecture moderne, en particulier le IVème, celui d'Athènes en 1933, ou fut élaboré la charte d'Athènes. Il participera aux autres CIAM jusqu'au Xème de 1956 à Dubrovnik.

### La reconstruction de Maubeuge
Après la Seconde Guerre mondiale, Badovici fut l’assistant d'André Lurçat l’architecte en chef responsable de la reconstruction de Maubeuge (1945-53), Lurçat s'y révèle attentif aux attentes des sinistrés, sensible à la forme urbaine antérieure et aux délicats problèmes fonciers.

## Réalisations
- Atelier d'Yves Renaudin au 22, rue Henri Barbusse à Paris (1923)
- Villa E-1027, à Roquebrune-Cap-Martin (1926-1929)
- La maison Battachon-Renaudin, à la tour rouge, à Vézelay (1932)
- La maison Badovici-Gray, rue de l'argenterie à Vézelay (1931)
- Logements d'artistes, rue de la porte-neuve à Vézelay (1932)
- La maison Zervos, au hameau de la Goulotte à Vézelay (1937-1943)[7]
- Résidence Le Building (face à la Chapelle des sœurs noires), Immeuble de 6 étages, à Maubeuge(1945-1953)
- Immeubles Lalo, Bizet, Les Arcardes, à Maubeuge (1953)
- Caisse d'épargne de Maubeuge (1953)[8]
- Ilot D, de la reconstruction de Maubeuge avec les architectes Henri Lafitte, Armand Bonhomme, Maurice Gouvernet, Marcel Mélon (1945-1953)[9]
- Maison sur les coteaux de Sèvres (1954)

## Publications

### Articles de Jean Badovici
- « Maisons de rapport de Charles Plumet », L'Architecture vivante, Paris, vol. Automne,‎ 1923, p. 18
- « Parfumerie d'Orsay par Süe et Mare », L'Architecture vivante, Paris, vol. Automne,‎ 1923, p. 19-29
- (en) Jean Badovici, « Eileen Gray. Meubelen en interieurs », Wendingen, Amsterdam, vol. 6, no 6,‎ 1924
- « Entretiens sur l'architecture vivante », L'Architecture vivante, Paris, vol. Automne - Hiver,‎ 1924, p. 15
- « Entretiens sur l'architecture vivante », L'Architecture vivante, Paris, vol. Printemps - Été,‎ 1925, p. 24-25
- « La maison individuelle d'aujourd'hui, Vol.1 », Maisons Individuelles, Paris,‎ 1925
- « Le problème du toit », L'Architecture vivante, Paris, vol. Automne - Hiver,‎ 1928, p. 20-23
- « Le moment héroïque de l'Architecture moderne en U. R. S. S. », L'Architecture vivante, Paris,‎ 1933
- « L'architecture hospitalière », L'Architecture vivante, Paris,‎ 1933, p. 5-32 (lire en ligne [PDF])
- « Troisième projet d'Urbanisation d'Alger », L'Architecture vivante, Paris,‎ 1933, p. 40 (lire en ligne [PDF])
- « Urbanisation de la rive gauche de l'Escaut, à Anvers », L'Architecture vivante, Paris,‎ 1933, p. 57-70 (lire en ligne [PDF])

### Brevets déposés par Jean Badovici
- Fenêtre mécanique type paravent
- Canot de sauvetage de grande capacité, inchavirable et insubmersible (1933)
- Dispositif de lancement des canots de sauvetage actuels et tunnel isolant allant des cabines aux canots (1935)
- Croiseur de bataille porte-vedettes torpilleur (1939)

### Archives
- Fonds Jean Badovici (1927-1956) [archives écrites et photographiques, dessins ; 1 boite].  Cote : BADO. Paris : Bibliothèque Kandinsky, Centre Pompidou (présentation en ligne).